# Prehniet
Het mineraal prehniet is een calcium-aluminium-silicaat, een verbinding van calcium, aluminium, silicium, zuurstof en twee hydroxidegroepen met de molecuulformule Ca2Al2Si3O10(OH)2. Het is een inosilicaat. Het mineraal is naar de kolonel Hendrik Von Prehn (1733-1785) uit Nederland genoemd, die het mineraal in Zuid-Afrika heeft ontdekt. Prehniet was het eerste mineraal dat naar een persoon is genoemd.
Het is doorzichtig tot doorschijnend en heeft geen duidelijke kleur of is wit, grijs of geel tot geelgroen, het heeft een glas- tot parelglans en een witte streepkleur. Het heeft een orthorombisch kristalstelsel en de splijting is duidelijk volgens het kristalvlak [001]. Prehniet heeft een massadichtheid van 2,87 kg/l, de hardheid is 6 tot 6,5 en het mineraal is niet radioactief.
Prehniet is een mineraal, dat vrij algemeen in gesteenten voorkomt, die als gevolg van hydrothermale circulatie zijn verweerd. Hoewel het geen zeoliet is, wordt het vaak in de buurt van zeolieten gevonden. Het wordt onder meer in granieten, syenieten en gneisen gevonden. Het is ook een indicatief mineraal voor de laaggradige prehniet-pumpellyietfacies.

## Lijsten
- Lijst van mineralen
- Lijst van naar een persoon genoemde mineralen

## Websites
- Prehnite, beautiful green with a spherical crystal structure. groen prehniet